# Vladimir Dolgov
Vladimir Genrikhovich Dolgov (Khàrkiv, Unió Soviètica, 11 de maig de 1960 – 10 de gener de 2022) va ser un nedador soviètic retirat especialitzat en proves d'estil esquena.
En els Jocs Olímpics de Moscou de 1980 va guanyar la medalla de bronze en els 100 metres estil esquena, amb un temps de 57,63 segons, després del suec Bengt Baron i el soviètic Viktor Kuznetsov.
En la Universiada de Bucarest 1981 va guanyar la plata en la mateixa prova de 100 metres esquena.